# 宇如聪
宇如聪（1962年3月6日—），汉族，安徽全椒人，中华人民共和国政治人物、第十一届全国政协委员。
2004年12月担任中国气象局副局长。2008年，当选第十一届全国政协委员，代表科学技术界，分入第三十一组。2018年1月，当选第十三届全国政协委员。2022年5月，不再担任中国气象局副局长职务。